# Takuya Honda
Takuya Honda (jap. 本田拓也 Honda Takuya;  ur. 17 kwietnia 1985 w Sagamiharze) – japoński piłkarz występujący na pozycji pomocnika. Zawodnik klubu Shimizu S-Pulse.

## Kariera klubowa
Honda karierę rozpoczynał w 2001 roku w Toko Gakuen High School. W 2004 roku przeszedł na uczelnię Hosei University i został graczem tamtejszej drużyny piłkarskiej. W 2008 roku trafił do Shimizu S-Pulse z J. League. W tych rozgrywkach zadebiutował 8 marca 2008 roku w przegranym 1:2 pojedynku z Oitą Trinita. 11 maja 2008 roku w wygranym 1:0 spotkaniu z Kashimą Antlers strzelił pierwszego gola w J. League. W debiutanckim sezonie 2008 rozegrał 16 spotkań i zdobył 1 bramkę. W 2010 roku dotarł z klubem do finału Pucharu Japonii, jednak zespół Shimizu uległ tam 1:2 Kashimie Antlers.

## Kariera reprezentacyjna
W 2008 roku Honda wraz z drużyną Japonii U-23 uczestniczył w Letnich Igrzyskach Olimpijskich, które zakończył z nią na fazie grupowej.
W 2011 roku został powołany do kadry seniorskiej na Puchar Azji.